# ココロコロン
ココロコロンは、かつて長野県を中心に活動していた女性マルチアイドルデュオである。

## 概要
2005年10月にステージデビューしたRolling Globe Records所属のマルチアイドルで、共に長野県出身である。キャッチフレーズは「素顔のアイドル」。地元長野県を中心に県外でも活動を展開していた。
2006年2月4日、5曲入りCD『乙女ゴコロ』でデビュー。
2007年、セカンドシングル「夢を叶えよう」が、この年発足した北信越ベースボール・チャレンジ・リーグに所属する信濃グランセローズの公式イメージソングに採用され、公式サポーターも務めた。
同年、テレビ信州"ゆうがたGet!"のレギュラーとして出演し始め、同番組のチャレンジコーナーテーマ曲に『GOAL』が採用される。
2009年5月9日、ホクト文化ホールで初のワンマンコンサートを開催し、観客を329名動員し100名以上の人たちを自力で集め「素顔」を合唱した（ゆうがたGet! チャレンジ企画連動）。
2010年に解散。
2013年10月14日、千曲市誕生10周年記念 グルメ「食」kingフェスティバルin千曲に出演。
2017年、かつてイメージソングを歌った信濃グランセローズがチーム創設11年目で初の地区優勝を遂げたことから期間限定で再結成し、同年9月25日のリーグチャンピオンシップ第2戦（長野オリンピックスタジアム）に姿を見せた。

## 音楽

### オリジナル曲
- 乙女ゴコロ
- 青い果実(BABY-O LIPSに継承)
- 私の向日葵
- 平成ラブロマンス
- 天使の歌
- Paradise(ネイチャjr.継承曲)(BABY-O LIPSに継承)
- 星空のプレゼント(ネイチャjr.継承曲)(スマイル学園に継承)
- ミモザに吹く風
- 真夏のIsland
- Pease of world〜僕らの軌跡
- summer vacation
- Higher Love〜トキメキの唇(ネイチャjr.継承曲)
- 夢を叶えよう（BCリーグ信濃グランセローズ公式イメージソング）
- 明日に向かって行こう！
- GOAL（TSB テレビ信州”情報ワイド"ゆうがたGet!"チャレンジ企画コーナーテーマ曲）
- 素顔(スマイル学園に継承)

### CD
1. 乙女ゴコロ（2006年2月4日）
2. 夢を叶えよう「信濃グランセローズ」公式イメージソング（2007年5月19日）
3. GOAL "TSB テレビ信州"「情報ワイド ゆうがたGet!」チャレンジ企画コーナーテーマ曲（2008年8月1日）
4. 素顔 "1st Album（2008年12月24日）

## メンバー
- かほ（Kaho）

1991年12月9日生まれ。長野県出身。血液型O型。身長155cm。
- えりな（Erina）

1991年10月15日生まれ。長野県出身。血液型B型。身長152cm。
かつて、みわ（Miwa）というメンバーがいたが、現在は脱退し、ブラック・クレヨンで実兄のHirokiとユニット組み活動。

## メディア紹介
- 2006年2月11日 長野市民新聞
- 2006年9月20日 信濃毎日新聞 夕刊
- 2007年1月1日　朝日新聞長野県版
- 2007年5月1日　雑誌comfy